# Paon du Congo
Afropavo congensis
 (mai 2013).
Pour un article plus général, voir Paon.
Genre
Espèce
Statut de conservation UICN

 VU C2a(i) : Vulnérable
Le Paon du Congo (Afropavo congensis),, est une espèce découverte en 1936 qui présente des caractéristiques des paons et des pintades.

## Taxonomie
La position taxonomique de cette espèce a été, dès sa découverte, un sujet largement débattu en raison de caractères morphologiques et anatomiques qui rappellent à la fois les pintades et les paons, et aussi de sa situation géographique, en Afrique, à l’écart de tous les autres faisans, qui, eux, sont asiatiques. Chapin le plaçait près des paons, dont il aurait représenté une forme primitive, alors que Gighi (1949) y voyait un francolin aberrant et que Verheyen (1956) lui trouvait une parenté incontestable avec les pintades. Lowe (1938), dans une étude anatomique complète, le plaça pourtant très tôt dans les phasianidés, tout près des paons, et exclut toute parenté avec les pintades. L’électrophorèse des protéines de muscles (Gysels & Rabaey 1962) a confirmé une certaine relation entre Pavo et Afropavo, de même qu’une étude de caryotypes (de Boer & Van Bocxstaele 1981).
Kimball et al. (1997), après un séquençage complet du cytochrome b et d’une partie non codante de l’ADN mitochondrial, ont conclu à une étroite parenté avec les vrais paons et ont rejeté la suggestion de Gysels et Rabaey proposant de placer le paon du Congo dans une sous-famille des phasianidés, les afropavoninés. Enfin Armstrong et al., dans une analyse d’ADN nucléaire, sont arrivés à la même conclusion que Kimball et al.
Aujourd’hui tout le monde s’accorde sur l’origine de ce faisan particulier. Au Miocène, l’Afrique et l’Asie étaient réunies par un passage permettant la dispersion des espèces. La présence, en France, de fossiles du Pliocène attribués au genre Pavo (Mourer-Chauviré 1989) suggère que la distribution actuelle des vrais paons s’est établie au Pliocène-Pléistocène et que la présence d’Afropavo en Afrique atteste une distribution antérieure d’un ancêtre à Pavo et Afropavo (Kimball et al. 1997).

## Distribution
Cette espèce fréquente les forêts primaires du centre et de l’est de la République démocratique du Congo. Au sud et au nord, les limites sont celles de la forêt, la rivière Aruwimi à l’est et la rivière Lopori à l’ouest.

## Historique
L’une des découvertes ornithologiques les plus passionnantes du siècle dernier est celle d’un authentique paon en Afrique alors que les représentants de ce groupe habitent l’Inde et l’Asie du sud-est. En effet, cette nouvelle fit sensation car on pensait que les seuls membres de la famille des phasianidés en Afrique étaient des cailles, des perdrix et des francolins. De plus, cette découverte eut lieu dans des circonstances insolites et à la suite d’une longue succession de rebondissements et d’heureux hasards. Toute l’aventure du fameux paon du Congo commença en 1913 alors que l’ornithologue américain Chapin séjournait à Avakubi, village de la province de l’Ituri au Congo. Son attention fut attirée par une plume inconnue dans la coiffe d’un indigène. C’était une rémige secondaire rousse, régulièrement barrée de noirâtre. Il acheta la couronne de plumes en vue de répertorier celles-ci plus tard au muséum de New York. Lorsque toutes les plumes furent identifiées, il en resta une dont ni Chapin, ni ses collègues ne parvinrent à trouver le propriétaire. Cette plume, seul indice de l’existence d’une espèce inconnue, fut précieusement conservée dans ce musée. Pendant 23 années, Chapin enquêta en vain sur l’identité de l’oiseau mystérieux jusqu’à l’été 1936. Cette année-là, alors qu’il visitait, une fois de plus, le musée du Congo belge à Tervueren en Belgique, il tomba par hasard, dans un couloir du dernier étage, sur deux gros oiseaux naturalisés. L’un était noirâtre, l’autre roussâtre mais il remarqua que les rémiges secondaires de ce dernier étaient en tous points similaires à celle qu’il avait laissée dans son bureau à New York mais nullement oubliée. Chapin préleva une rémige et l’envoya à son collègue Frank Chapman qui la lui retourna avec la vieille plume, convaincu qu’elles appartenaient toutes deux à la même espèce. Aucun doute ne subsistait : Chapin se trouvait bel et bien devant deux spécimens de cet oiseau énigmatique qu’il recherchait depuis tant d’années. C’est ainsi qu’il fit la découverte à distance d’un paon africain. La nouvelle défraya la chronique de l’époque : l’Asie venait de perdre son monopole des paons. Puis fut résolu le mystère de l’arrivée de ces deux oiseaux. Schouteden, directeur du musée du Congo, expliqua à Chapin qu’une société de commerce congolaise en avait fait don au musée, en 1914, chacun déjà étiqueté « Pavo cristatus, jeune, importé ». Chapin savait qu’il ne pouvait s’agir de jeunes paons bleus car le sujet noirâtre avait de gros ergots et était un mâle adulte alors que le brunâtre semblait être une femelle de la même espèce. Le mâle présentait une huppe tout à fait singulière de petites plumes noires avec, en avant, une touffe de plumes filiformes blanches. Comme on pensait qu’il s’agissait de jeunes paons ordinaires, on ne les avait jamais exposés au public mais simplement mis de côté, heureusement sans les détruire. Mais même s’ils avaient disparu, cette nouvelle espèce aurait été découverte. En effet, le 12 août 1936, ironie de l’histoire, H. de Mathelin de Papigny entretint Chapin d’un oiseau étonnant qu’il avait mangé avec ses compagnons à sa mine d’or d’Angumu en 1930. Sa description d’un mâle correspondait tout à fait au spécimen naturalisé. Le 20 novembre 1936, Chapin décrivit l’espèce sous le nom scientifique « Afropavo congensis » dans la Revue de Zoologie et de Botanique africaines. Mais il projetait de retourner au Congo afin de collecter des spécimens. Il organisa donc, de Bruxelles, une expédition dans la forêt de l’Ituri et la nouvelle se répandit comme une traînée de poudre jusqu’au Congo. Ce fut alors le début d’une longue succession de sujets tués pour des analyses ou capturés vivants pour l’élevage et fournir les parcs zoologiques de New York et d’Anvers. En 1938, Chapin publia son étude dans le Compte rendu du 9e Congrès Ornithologique International à Rouen (Hennache & Ottaviani 2006).

## Habitat
Le paon du Congo fréquente les forêts de basse et moyenne altitude, jusqu’à 1 200 m (Madge& Mc Gowan 2002).

## Alimentation
Son régime est varié, comprenant des fruits de micocoulier (Celtis adolfo-friderici synonyme du Celtis australis) - arbre avec lequel il serait étroitement associé, de figuiers, d’olacacés (Strombosia grandiflora), des graines d’euphorbiacés (Sapium ellipticum synonyme de Shirakiopsis elliptica) ou de légumineuses (Caesalpinia sepiara synonyme de Biancaea decapetala,) et des insectes, dont des termites, des fourmis et divers coléoptères (Cordier 1959, Verheyen 1965).

## Comportement non social
C’est une espèce très discrète, difficile à observer, ce qui explique que ses mœurs soient assez mal connues. Sa présence est trahie par les cris émis, le soir entre 19 h et 20 h (Verheyen 1965) et spécialement par les nuits de pleine lune. Mâle et femelle chantent en duo et d’autres couples leur répondent, formant ainsi un chœur à travers la forêt (Cordier 1959). Ces cris ne sont entendus que deux ou trois nuits par semaine. Les paons du Congo semblent se déplacer beaucoup en forêt, généralement par deux ou en famille, et seraient ainsi plus nomades que la plupart des autres espèces de faisans.

## Comportement social
Il n’existe aucune observation en milieu naturel mais cette espèce est supposée monogame, compte tenu des observations faites en captivité. Les liens du couple semblent très étroits, plus que chez les autres espèces apparentées, et les jeunes, élevés par les deux parents, restent longtemps avec eux (Hennache & Ottaviani 2006).

## Parade nuptiale
Dans la parade frontale, le mâle commence par dresser le cou en émettant une note basse, gonfle légèrement la peau rouge et nue de la gorge, tout en inclinant la tête, en déployant et en dressant ses rectrices. Les ailes sont mi-baissées et légèrement tournées vers l’extérieur, de façon que les rémiges primaires soient visibles de face. Il émet en même temps une série de cris courts et rapides. La femelle peut alors lui répondre en dressant la tête et la queue, mi-étalée, tout en inclinant les ailes et en se pavanant devant le coq. Dans la parade latérale, le mâle incline la tête et tend le cou, qui se trouve alors parfaitement aligné avec le dos, tout en déployant ses rectrices en éventail du côté de la femelle ainsi que les rémiges situées du même côté. Il peut aussi tenir une friandise dans son bec, tête baissée, et appeler la femelle qui vient alors la lui prendre. Une posture d’intimidation a aussi été décrite ; elle est la même dans les deux sexes et accompagne soit la défense du nid ou de la famille par le mâle, soit celle des poussins par la femelle. Elle peut certainement aussi être observée dans l’affrontement entre deux mâles. L’oiseau, arc-bouté sur ses pattes, baisse la poitrine, tête relevée, dresse et étale la queue, ailes pendantes étalées le long du corps, les articulations carpiennes touchant presque le sol (Hennache & Ottaviani 2006).

## Nidification
La nidification a lieu à n’importe quelle époque de l’année et semble liée à des variations locales du régime des pluies (Verheyen 1965). Aucun nid n’a jamais été observé dans la nature mais, d’après les indigènes, il serait placé entre les racines d’un grand arbre ou contre un arbre tombé (Cordier 1959).

## Statut et conservation
Cette espèce est considérée comme vulnérable (Fuller et Garson 2000) en raison de sa distribution fragmentée, de la destruction de l’habitat et de la pression de la chasse. La population totale, en déclin, est estimée à moins de 10 000 individus (Birdlife 2000).
En matière de mesures à prendre, Birdlife (2000) suggère de mener des études de terrain dans les parties les moins bien connues de l’aire de distribution, à l’ouest et au sud, d’étudier précisément les relations de cette espèce avec son habitat, surtout dans les zones protégées, et d’évaluer le potentiel du parc national de Salonga en matière de conservation. Mulotwa et al. (2004) mènent une étude de terrain, depuis mai 2003, afin de déterminer les exigences écologiques et la densité de l’espèce dans les principaux sites. À cette étude s’ajoute une enquête menée auprès de la population locale pour préciser les différentes menaces (fragmentation de l’habitat, empiètement de l’agriculture, pression de la chasse) et certains aspects de sa biologie (activité de nourrissage, période de reproduction, relation de l’espèce avec son habitat). Toutes ces informations serviront à jeter les bases d’un plan de conservation de l’espèce in situ. La forêt primaire du bassin du Congo est détruite par la déforestation provoquée par l’exploitation directe du bois et par la mise en culture, mais aussi, dans certains endroits, par l’exploitation minière de l’or et du diamant.